# The Legend of Ngong Hills
The Legend of Ngong Hills es un cortometraje animado keniano de 2011 dirigido por Kwame Nyong'o y basado en un cuento popular Masái. Se exhibió en el Festival de Cine de Trinidad y Tobago 2011, y ganó el premio a la Mejor Animación en la octava edición de los Premios de la Academia del Cine Africano.

## Sinopsis
Ogre, tiene la costumbre de atacar la Villa Masái, hasta que se enamora de la joven y hermosa doncella Sanayian.

## Elenco
- Derek Assetto como Ogre
- Doreen Kemunto como Sanaiyan
- Steve Muturi como Mzee
- Joseph Waruinge como guerrero masái